# Bernard Clavel
Bernard Charles Henri Clavel, född 29 maj 1923 i Lons-le-Saunier, Jura, död 5 oktober 2010 i Grenoble, Isère, var en fransk författare.
Clavel kom från en enkel bakgrund, och var i stort sett självlärd. Han började arbeta som konditorlärling när han var 14 år. Han hade senare ett flertal arbeten tills han började arbeta som journalist på 1950-talet. Efter kriget arbetade han bland annat för motsvarigheten till försäkringskassan i Frankrike, och kunde inte ägna sig åt litteraturen förrän 1964. Clavel bodde och arbetade på en mängd olika platser såväl i som utanför Frankrike, och var mot slutet av sitt liv bosatt i Savojen.
Hans första roman, L'Ouvrier de la nuit från 1956, blev den första i raden av ett mycket stort antal böcker. Han har bland annat skrivit ungdomsböcker och en mängd romaner, ibland utgivna som bokserier, exempelvis La grande patience (4 volymer 1962–1968), Les Colonnes du ciel (5 volymer, 1976–1981) och Le Royaume du Nord (6 volymer, 1983–1989).
I sitt skrivande använder han ett enkelt språk och rollfigurerna i hans verk är ödmjuka, och lägger stor vikt vid försvaret av humanistiska värden genom att ifrågasätta våld och krig.
Flera av hans verk har dramatiserats för biofilm och tv.